# Seznam chráněných území v okrese Domažlice
Toto je seznam chráněných území v okrese Domažlice aktuální k roku 2010, ve kterém jsou uvedena chráněná území v oblasti okresu Domažlice.
| Kód  | Obrázek                                               | Typ  | Název                        | Rozloha (ha) | Galerie Commons                                                    | Popis území | Souřadnice                       |
| ---- | ----------------------------------------------------- | ---- | ---------------------------- | ------------ | ------------------------------------------------------------------ | --- | -------------------------------- |
| 2442 | Bukový les na lokalitě                                | PR   | Bystřice                     | 43,61        | Kategorie „Bystřice (nature reserve) “ na Wikimedia Commons        | Smíšený horský les přirozené skladby                                                                                     | 49°22′53″ s. š., 12°48′42″ v. d. |
| 2088 | Les na lokalitě                                       | NPR  | Čerchovské hvozdy            | 326,93       | Kategorie „Čerchovské hvozdy“ na Wikimedia Commons                 | Zbytky přirozených ekosystémů horských a podhorských smíšených bučin                                                     | 49°22′34″ s. š., 12°48′12″ v. d. |
| 1323 | Zbytek lomu                                           | PP   | Červený vrch                 | 1,16         | Kategorie „Červený vrch (natural monument)“ na Wikimedia Commons   | Opuštěný lom se zachovalými žílami pegmatitu                                                                             | 49°28′58″ s. š., 12°51′16″ v. d. |
| 44   | Český les, jezero nedaleko Staré Knížecí Huti         | CHKO | Český les                    | 47 300       | Kategorie „Český les“ na Wikimedia Commons                         | | 49°48′54″ s. š., 12°29′48″ v. d. |
| 2223 | V září 2023                                           | PR   | Dlouhý vrch                  | 21,07        | Kategorie „Dlouhý vrch (nature reserve)“ na Wikimedia Commons      | Společenstva suťového lesa (lipová javořina, kyselá a květnatá bučina) s typickými druhy rostlin v podrostu              | 49°34′22″ s. š., 12°38′46″ v. d. |
| 1048 | Hadcová skála na lokalitě                             | PR   | Drahotínský les              | 14,43        | Kategorie „Drahotinský les“ na Wikimedia Commons                   | Reliktní bor na hadci | 49°30′55″ s. š., 12°46′30″ v. d. |
| 108  | Přírodní rezervace Herštýni                           | PR   | Herštýn                      | 10,76        |                                                                    | Starý smíšený převážně listnatý porost                                                                                   | 49°24′52″ s. š., 13°3′56″ v. d.  |
| 114  |                                                       | PP   | Hora                         | 2,79         | Kategorie „Hora (natural monument)“ na Wikimedia Commons           | Smíšený porost s výskytem áronu skvrnitého                                                                               | 49°24′29″ s. š., 13°4′37″ v. d.  |
| 1595 | Louka                                                 | PP   | Hvožďanská louka             | 6,75         | Kategorie „Hvožďanská louka“ na Wikimedia Commons                  | Pastviny s bohatou vlhkomilnou květenou                                                                                  | 49°30′20″ s. š., 12°46′17″ v. d. |
| 5322 | Přírodní památka Chodovské skály                      | PP   | Chodovské skály              | 3,64         | Kategorie „Chodovské skály“ na Wikimedia Commons                   | Zachovalý skalní výchoz českého křemenného valu                                                                          | 49°24′49″ s. š., 12°51′23″ v. d. |
| 148  | Pohled na kopec Jezvinec                              | PR   | Jezvinec                     | 10,78        |                                                                    | Smíšený bukový prales s bohatým podrostem                                                                                | 49°19′20″ s. š., 13°4′10″ v. d.  |
| 2166 | Pohled na louku                                       | PP   | Louka u Staré Huti           | 2,07         | Kategorie „Louka u Staré Huti“ na Wikimedia Commons                | Mokřadní rašelinné louky a luční prameniště s výskytem vzácných a zvláště chráněných druhů rostlin                       | 49°26′10″ s. š., 12°44′25″ v. d. |
| 1596 | Louka u Šnajberského rybníka                          | PP   | Louka u Šnajberského rybníka | 4,90         | Kategorie „Louka u Šnajberského rybníka“ na Wikimedia Commons      | Rašelinné a mokřadní biotopy s výskytem zvláště chráněných a ohrožených druhů rostlin a živočichů v nivě potoka Bystřice | 49°24′46″ s. š., 12°51′53″ v. d. |
| 1812 | Pohled na bučinu na lokalitě                          | PR   | Malý Zvon                    | 8,00         | Kategorie „Malý Zvon“ na Wikimedia Commons                         | Zbytek autochtonní bučiny Českého lesa s typickými společenstvy                                                          | 49°32′5″ s. š., 12°38′40″ v. d.  |
| 1320 |                                                       | PP   | Mlýneček                     | 0,67         |                                                                    | Syenitový skalní výchoz                                                                                                  | 49°21′51″ s. š., 12°56′45″ v. d. |
| 1325 | Pohled na částečně zatopený lom                       | PP   | Mutěnínský lom               | 1,70         | Kategorie „Mutěnínský lom“ na Wikimedia Commons                    | Opuštěný lom v křemenném dioritu mutěnínského pně                                                                        | 49°33′0″ s. š., 12°44′14″ v. d.  |
| 1813 | Bučina na lokalitě                                    | PR   | Nad Hutí                     | 14,04        | Kategorie „Nad Hutí“ na Wikimedia Commons                          | Zbytek autochtonní bučiny s typickými společenstvy                                                                       | 49°32′20″ s. š., 12°39′13″ v. d. |
| 1324 | Popis obrazku                                         | PP   | Německá hora                 | 0,27         | Kategorie „Německá hora (natural monument)“ na Wikimedia Commons   | Opuštěný lom na uralitizovaný gabronorit kdyňského masivu                                                                | 49°21′20″ s. š., 13°4′10″ v. d.  |
| 274  |                                                       | PR   | Netřeb                       | 13,13        | Kategorie „Netřeb (nature reserve)“ na Wikimedia Commons           | Pralesovitý porost tisu červeného                                                                                        | 49°27′51″ s. š., 13°4′41″ v. d.  |
| 1321 |                                                       | PP   | Orlovická hora               | 1,00         |                                                                    | Povrchové důlní dílo po těžbě limonitového klobouku                                                                      | 49°19′36″ s. š., 13°5′9″ v. d.   |
| 318  | Pohled na bučinu na lokalitě                          | PR   | Pleš                         | 27,69        | Kategorie „Pleš (nature reserve)“ na Wikimedia Commons             | Listnatý prales s bohatou květenou                                                                                       | 49°33′2″ s. š., 12°38′20″ v. d.  |
| 1326 | Obecní rybník, jeden z chráněných rybníků na lokalitě | PR   | Postřekovské rybníky         | 99,68        | Kategorie „Postřekovské rybníky“ na Wikimedia Commons              | Soustava rybníků a přilehlých mokřadů se vzácnou zvířenou (koliha velká aj.)                                             | 49°27′6″ s. š., 12°49′48″ v. d.  |
| 1322 |                                                       | PP   | Salka                        | 1,00         |                                                                    | Zatopená plocha (tzv. jeskyně) po těžbě kyzové břidlice                                                                  | 49°23′12″ s. š., 12°53′22″ v. d. |
|      | Tabule na hranici přírodního parku Sedmihoří          | PřP  | Sedmihoří                    | 2 762,1      | Kategorie „Nature park Sedmihoří“ na Wikimedia Commons             | | 49°37′30″ s. š., 12°52′27″ v. d. |
| 392  | V září 2024                                           | PP   | Skalky na Sádku              | 3,89         | Kategorie „Skalky na Sádku (nature monument)“ na Wikimedia Commons | Fragment smrkové bučiny na mimořádně nepříznivém stanovišti                                                              | 49°26′4″ s. š., 12°46′25″ v. d.  |
| 5323 |                                                       | PR   | Smrčí                        | 91,72        |                                                                    | Přirozené a přírodě blízké lesní ekosystémy na skeletovitých svazích s mozaikovitým výskytem vodou                       | 49°21′40″ s. š., 12°47′2″ v. d.  |
| 671  |                                                       | PP   | Sokolova vyhlídka            | 3,50         |                                                                    | Skalní výchoz křemenného valu                                                                                            | 49°23′18″ s. š., 12°50′42″ v. d. |
| 409  | Bučiny v rezervaci                                    | PR   | Starý Hirštejn               | 37,15        | Kategorie „Starý Hirštejn“ na Wikimedia Commons                    | Přirozený smíšený porost na sutích                                                                                       | 49°28′12″ s. š., 12°42′54″ v. d. |
| 2167 | Infotabule na Pleši                                   | PP   | Veský mlýn                   | 32,04        | Kategorie „Veský mlýn (natural monument)“ na Wikimedia Commons     | Společenstva přechodových rašelinišť a krátkostébelných luk s výskytem vzácných a zvláště chráněných druhů rostlin       | 49°32′2″ s. š., 12°36′11″ v. d.  |
|      |                                                       | PřP  | Zelenov                      |              |                                                                    | |                                  |